# Begonia rajah
Begonia rajah es una especie de planta perenne perteneciente a la familia Begoniaceae. Es originaria de Malasia donde se encuentra en Johore y Trengganu.

## Taxonomía
Begonia rajah fue descrita por Henry Nicholas Ridley y publicado en The Gardeners' Chronicle, ser. 3 16: 213, pl. 31. 1894.
Etimología
Begonia: nombre genérico, acuñado por Charles Plumier, un referente francés en botánica, honra a Michel Bégon, un gobernador de la excolonia francesa de Haití, y fue adoptado por Linneo.
rajah: epíteto
Sinonimia
- Begonia peninsulae Irmsch.[2]

Híbrido
- Begonia × lindquistii C.-A.Jansson